# Ferrocarriles y Elevadores Depietri
Ferrocarriles y Elevadores Depietri (FCED) fue una empresa ferroviaria que construyó una línea económica de 1000 mm entre las ciudades de San Pedro y Arrecifes en la provincia de Buenos Aires. La empresa, fundada por Eduardo Depietri, también construyó el puerto de San Pedro. El ferrocarril (cuya actividad principal era el transporte de granos) funcionó desde 1936 hasta 1948, cuando toda la red argentina fue nacionalizada y la FCED expropiada por el gobierno.

## Historia

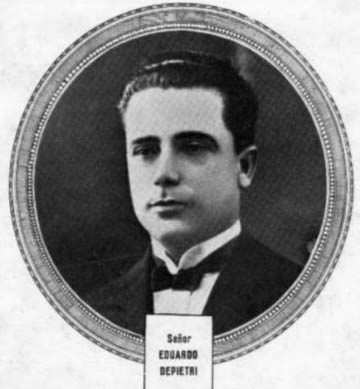
Eduardo Depietri, fundador

El ingeniero y empresario uruguayo Eduardo Depietri había concebido una vía férrea de trocha métrica que atravesaría la provincia de Buenos Aires de oeste a este, conectando con otras líneas como el Central Córdoba y el Central Argentino. Depietri ideó un proyecto que recibió la aprobación del Gobierno de la Provincia.
El proyecto era construir dos redes ferroviarias económicas, la primera de Necochea a Olavarría (conexión con el Ferrocarril Provincial). El otro conectaría los puertos de San Pedro, San Nicolás y Obligado con Ramallo, Pergamino, Arrecifes, Salto e Ingeniero De Madrid. Esa red también conectaría con las líneas ferroviarias de la Compañía General de Buenos Aires y Midland. En caso de llevarse a cabo, el proyecto contemplaba el acceso a todos los puertos de la provincia –con excepción de Bahía Blanca– y la construcción de elevadores de granos en cada uno de ellos.
A partir de 1925 la empresa obtuvo los permisos del gobierno provincial para construir las líneas pero las empresas de origen británico (encabezadas por el Ferrocarril del Sud) se negaron al proyecto alegando que el ferrocarril Depietri competiría con sus propias líneas. La línea Necochea-La Dulce comenzó a construirse en 1929 pero el Ferrocarril del Sud se opuso a la construcción y las obras fueron interrumpidas. Cuando Depietri se dio cuenta de que el gobierno también había cedido a las presiones de la empresa británica, decidió concentrarse en la línea férrea del norte que comenzaba en el puerto de San Pedro y allí comenzaron las obras. Depietri construyó no solo la línea férrea sino también un puerto en San Pedro que fue inaugurado en 1933. Inmediatamente después de que se concluyó el puerto, Depietri comenzó a construir el elevador de granos.

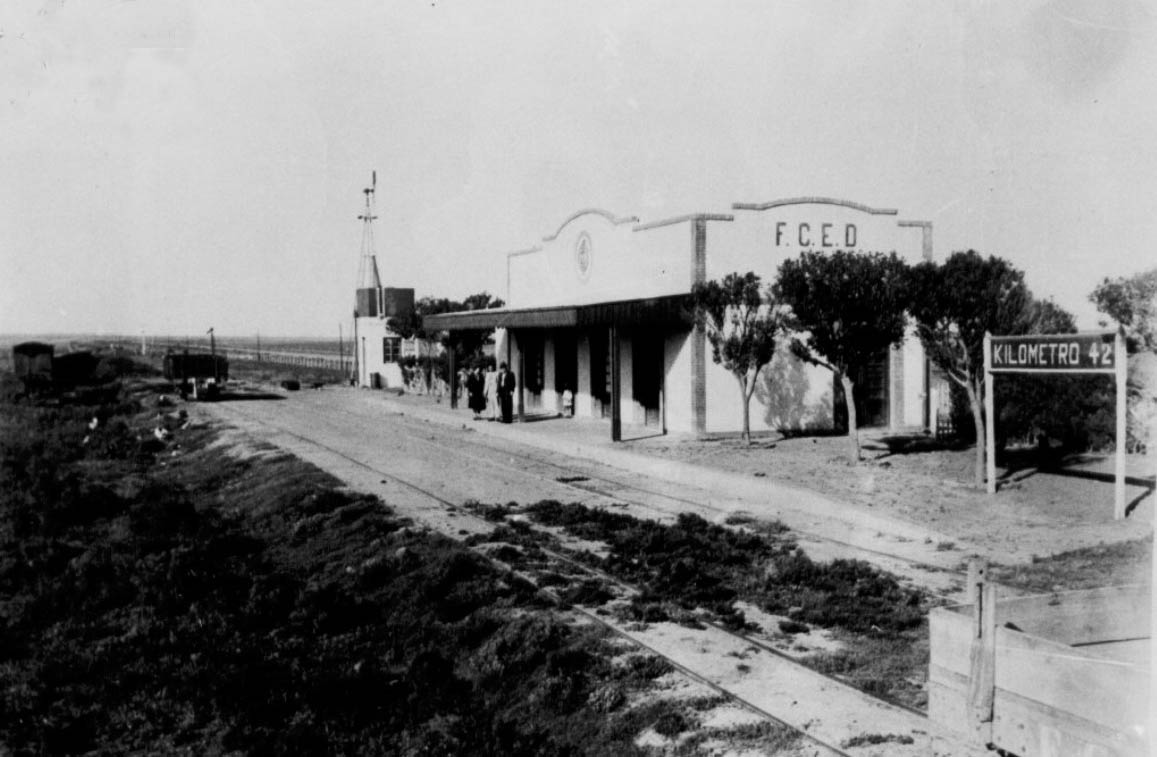
Estación Kilómetro 42

Por lo tanto, la línea férrea comenzó a construirse en San Pedro en 1932, incluido el elevador de granos cerca de la terminal. La línea a Arrecifes se completó en 1934 pero el Ferrocarril Central Argentino se negó a que el ferrocarril de Depietri cruzara sus vías aunque se había construido un viaducto cerca de la estación San Pedro del Central Argentino. Un año después, ambas empresas llegaron a un acuerdo para que los trenes pudieran circular según lo previsto. En 1935 el ferrocarril Depietri llegaba al km. 30 donde se conectaba con el Central Córdoba en el km. 158, iniciando sus actividades en 1936.
El material rodante de la FCED eran locomotoras y vagones de segunda mano adquiridos a otras empresas. El stock incluía 7 locomotoras (del Midland); 5 coches de viajeros, 111 vagones de mercancías y una grúa (del Central Argentino). Desde 1936 la línea transportaba cereales y otras cargas entre San Pedro y Arrecifes (cubriendo una distancia total de 68 km).
Con la nacionalización ferroviaria en Argentina de 1948, la FCED quedó como la única empresa ferroviaria privada pero poco tiempo después el gobierno expropió los elevadores de granos de la FCED en San Pedro, lo que ocasionó un perjuicio material a Depietri al no pagar compensación alguna. El 14 de noviembre de 1949, mediante decreto se declaró revocada la concesión alegando incumplimiento de contrato por parte del concesionario.
Los trenes no volverían a circular porque los Ferrocarriles Provinciales no estaban interesados en la línea, que se encontraba a 200 km de su propia red. Tampoco le interesó al recién creado Ferrocarril General Belgrano (que se había hecho cargo del Ferrocarril Central Norte, entre otros ferrocarriles de trocha métrica). A partir de entonces, las vías, el material rodante y las señales fueron abandonadas y deterioradas con el paso del tiempo. La empresa se disolvió a fines de la década de 1960 y Depietri murió en 1970. Años después, se levantaron las vías y se vendieron los terrenos e instalaciones a la empresa de dulces Arcor.